# Soum des Salettes
Soum des Salettes (lub Pic des Aguilous) – szczyt w Pirenejach Centralnych. Położony jest w południowej Francji, w departamencie Pireneje Wysokie, na terenie gminy Gèdre, przy granicy z Hiszpanią. Usytuowany jest w Parku Narodowym Pirenejów.